# (37791) 1997 VB4
1997 VB4 (asteroide 37791) é um asteroide da cintura principal. Possui uma excentricidade de 0.07357060 e uma inclinação de 7.84556º.
Este asteroide foi descoberto no dia 7 de novembro de 1997 por Paul G. Comba em Prescott.